# Xana Tang
Xana Tang oder Susana Tang (chinesisch 曾曉童 Céng Xiǎotóng; * 30. Oktober 1993 in Neuseeland) ist eine chinesisch-vietnamesische Schauspielerin.

## Leben
Susana Tang wurde in Neuseeland geboren. Sie studierte an der Auckland University of Technology und erhielt einen Bachelor in Kommunikationswissenschaften.
2010 hatte Tang in dem Film Matariki ihren ersten Auftritt. 2012 erhielt sie in der Fernsehserie Hounds erstmals eine wiederkehrende Rolle. In der Fernsehserie Filthy Rich spielte sie 2016 bis 2017 eine durchgehende Rolle. International bekannt wurde sie im Film Mulan als jüngere Schwester von Liu Yifei in der Rolle von Mulan.
2012 erhielt sie als Teil des Cast von Hounds mit dem New Zealand Film and Television Award ausgezeichnet.

## Filmografie
- 2010: Matariki
- 2012: Hounds (Fernsehserie, 6 Folgen)
- 2013: The Almighty Johnsons (Fernsehserie, Folge 3x01)
- 2013–2014: Flat3 (Webserie, 2 Folgen)
- 2015: Power Rangers Dino Charge (Fernsehserie, Folge 1x01)
- 2016: Friday Night Bites (Fernsehserie, Folge 1x04)
- 2016–2017: Filthy Rich (Fernsehserie, 21 Folgen)
- 2017–2019: Milcheinschuss (The Letdown, Fernsehserie, 9 Folgen)
- 2018: Dead Lucky (Miniserie, 4 Folgen)
- 2018: Power Rangers Ninja Steel (Fernsehserie, Folge 2x15)
- 2019: Quimbo's Quest (Fernsehserie, 2 Folgen, Sprechrolle)
- 2019: Fresh Eggs (Fernsehserie, 6 Folgen)
- 2019–2021: Tales of Nai Nai (Fernsehserie, 20 Folgen, Sprechrolle)
- 2020: Mulan
- 2020: What Will I Be Today?
- 2020: Weirdoes
- 2021: Sweet Tooth (Fernsehserie, Folge 1x01)
- 2021: The Justice of Bunny King
- 2021: Yuki 7 (Fernsehserie, 3 Folgen)
- 2022: Das Seeungeheuer (The Sea Beast, Sprechrolle)
- 2022: Princess of Chaos (Fernsehfilm)
- 2023: Bad Behaviour
- 2023: Far North (Fernsehserie, 6 Folgen)
- 2023: Pincher (Fernsehfilm)
- seit 2024: Spinal Destination (Fernsehserie)